# Косолистник волосконосний
{{#ifeq:0|0|{{#if:Plagiothecium piliferum|{{#if:|[[]}}|[[]]}}}}
Косолистник волосконосний (Plagiothecium piliferum) — вид мохів порядку гіпнобрієвих (Hypnales).

## Поширення
Ареал охоплює такі частини світу: Європа, Північна Америка, Азія.
Населяє хвойні чи вільхово-кленові ліси, на деревах, трухлявих колодах, невапнякових обривах і валунах, деревині в болотистій місцевості; на висотах від 30 до 1500 метрів.

## Характеристика
Рослини в щільних килимках, від світло-зелених до жовтуватих, глянцеві. Стебла до 6 см, 1–1.5 мм завширшки, лежачі. Листки прямі, притиснуті, черепицеві, видовжено-яйцюваті, симетричні, увігнуті, 0.8–2 × 0.4–0.8 мм; краї вузько загнуті майже до вершини, цілі чи дрібно зубчасті на вершині; верхівка різко звужена до довгониткоподібного гнучкого загострення. Спеціалізоване нестатеве розмноження невідоме. Вид автоїчний, зазвичай плодоносний. Коробочкові ніжки від жовтого до червоного кольору, 0.8–1.5 см, прямі. Коробочка випростана чи іноді злегка нахилена, у зрілому стані від світло-коричневого до жовтуватого або червонуватого відтінку, пряма, 1–4 × 0.5–1 мм, у сухому стані гладка чи злегка зморшкувата, на шийці сильно зморшкувата. Спори 9–13 мкм.